# Старе Буди-Осецькі
Старе Буди-Осецькі (пол. Stare Budy Osieckie) — село в Польщі, у гміні Семьонтково Журомінського повіту Мазовецького воєводства.
Населення — 79 осіб (2011).
У 1975-1998 роках село належало до Цехановського воєводства.

## Демографія
Демографічна структура станом на 31 березня 2011 року:
|          | Загалом | Допрацездатний вік | Працездатний вік | Постпрацездатний вік |
| -------- | ------- | ------------------ | ---------------- | -------------------- |
| Чоловіки | 41      | 10                 | 26               | 5                    |
| Жінки    | 38      | 12                 | 15               | 11                   |
| Разом    | 79      | 22                 | 41               | 16                   |